# ديف موراي
ديف موراي (بالإنجليزية: Dave Murray)‏ (و. 1956  م) هو عازف قيثارة، وموسيقي، من المملكة المتحدة، ولد في لندن، وهو عضوٌ في أيرون ميدن.

## وصلات خارجية
- ديف موراي على موقع IMDb (الإنجليزية)
- ديف موراي على موقع ميوزك برينز (الإنجليزية)
- ديف موراي على موقع أول ميوزيك (الإنجليزية)
- ديف موراي على موقع ديسكوغز (الإنجليزية)
- ديف موراي على موقع قاعدة بيانات الفيلم (الإنجليزية)